# Каунаське гето
54°54′ пн. ш. 23°54′ сх. д. / 54.9° пн. ш. 23.9° сх. д.
Каунаське гето (лит. Kauno getas) — єврейське гето, створене нацистами під час Другої світової війни в Каунасі, Литва.

## Історія
За наказом німецького військового командування 1 серпня 1941 року уряд Литви затвердив «Положення про євреїв», за яким євреям пропонувалося проживати виключно в спеціальних районах проживання — гето. У Каунасі таким районом було обране передмістя Віліямполе (раніше — Слобідка), куди примусово заселили 30 тис. євреїв. Гето складалося з двох частин — «великої» та «маленької», з'єднаних між собою дерев'яним мостом через вулицю Панярю.
З гето у Віліямполе євреїв гнали у філію каунаської каторжної в'язниці — IX форт, де їх розстрілювали. Тільки за один день 28 жовтня 1941 року у форті було розстріляно 10 тис. євреїв.
Каунаське гето ліквідовано і спалене в першій половині липня 1944. При ліквідації гето 2 тис. його в'язнів загинуло, а 6 тис. були вивезені в Німеччину. Трохи понад 500 євреям вдалося втекти з гето, частина з них приєдналася до радянських партизанів у лісах Південної Литви та Білорусі. Загалом, з 37 тис. євреїв, які проживали до війни в Каунасі, вижити вдалося лише 3 тисячам.
Життя у Каунаському гето таємно задокументував фотограф Джордж Кадіш (Гірш Кадушин).